# Malley 2.0
Pour les articles homonymes, voir Malley.
Malley 2.0 est une patinoire provisoire construite à Lausanne, de la canton de Vaud, en Suisse.
Utilisée durant deux saisons par le Lausanne Hockey Club en championnat de Suisse de hockey sur glace, elle remplace la patinoire de Malley jusqu'à l'ouverture de la Vaudoise aréna, prévue en 2019.
Elle reste en place jusqu’en janvier 2020 pour accueillir les Jeux olympiques de la jeunesse, mais avec une capacité réduite. En raison de la Fête des Vignerons 2019, à Vevey, elle sera en partie démolie.

## Historique
Construite en sept mois, elle a une capacité de 6 700 places. Elle a été financée en partie par le Lausanne HC et les communes de Prilly, de Renens et de Lausanne.

## Accès
Elle est accessible par le métro M1 et le rail, arrêt Prilly-Malley.